# Josep Clariana i Alguer
Josep Clariana i Alguer (Reus, 1810 - Barcelona, 15 de juliol de 1861) va ser músic i intèrpret de figle.

## Biografia
Va néixer a Reus, fill de Victorià Clariana i de Paula Algué.
Dedicat des de molt jove a la música, va estudiar violí a Barcelona, instrument amb el que destacava. Va ser director de l'Escola de cecs de la ciutat comtal, on la música era un element pedagògic. Era un dels millors intèrprets de figle, com demostrà en diverses exhibicions a tot l'estat espanyol. Amb gran facilitat per la música, va escriure gran quantitat de composicions musicals, sobretot valsos i contradanses que van ser molt populars a Catalunya.
Es va casar amb Sebastiana Ricart i Serra. Fill d'ambdós fou el matemàtic, músic i catedràtic Lauro Clariana i Ricart.
És autor de nombroses peces ballables -contradances, valsos- que van estar en voga a la Barcelona del seu temps, fins i tot abans d'inaugurar-se els jardins d'Euterpe (1857) i els concerts matinals als Camps Elisis i al Tívoli.
Josep Clariana va morir d'un "abscés enorme al fetge" segons el registre de defunció.